# Parafia Świętej Trójcy w Bytomiu

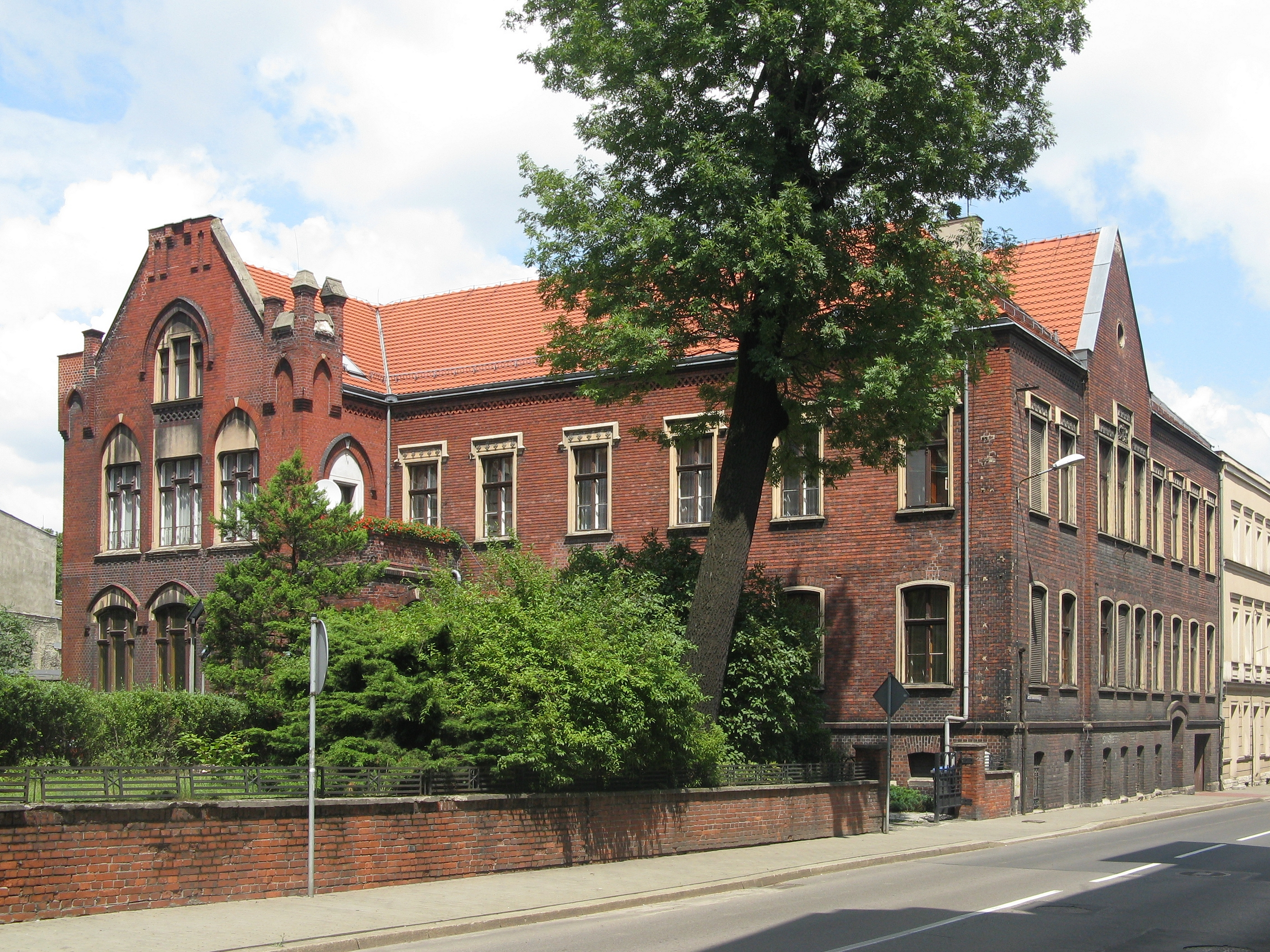
Zabytkowa plebania (2018)

Parafia Trójcy Świętej w Bytomiu – parafia metropolii katowickiej, diecezji gliwickiej, dekanatu bytomskiego Kościoła katolickiego obrządku łacińskiego. Parafia powstała w 1888.